# Seneskedehindebetændelse
Seneskedehindebetændelse (tenosynovitis) er irritation i seneskederne. Symptomerne kan være ømhed, smerter i hvile og brug samt knitrelyde og springfinger. Irritation skyldes som oftest gentagne bevægelser såsom arbejde med computermus eller keyboard.

## Symptomer på seneskedehindebetændelse
Seneskedehindebetændelse giver ømhed og smerter i de berørte led, og smerterne kan blive så kraftige, at man ikke kan bruge ledene.

## Behandling
Seneskedehindebetændelse behandles først og fremmest med ro og hvile, da musklerne og seneskederne skal have tid til at hele. Massage og anden form for behandling anbefales. Træning af musklerne omkring de berørte led, vil med stor sandsynlighed minimere symptomerne.

## Udsigt for fremtiden
Seneskedehindebetændelse går normalt i sig selv igen, hvis man giver det den nødvendige ro og hvile.